# عدو الشعب (مسرحية)
عدو الشعب (بالنرويجية: En folkefiende‏) مسرحية من تأليف الكاتب المسرحي النرويجي هنريك إبسن.

## نظرة عامة
كتب إبسن المسرحية كردة فعل للانتقادات التي لاحقته بعد نشر مسرحيته الأخرى "الأشباح"، والتي اعتُبِرت فاضحة لتناولها الصريح للأمراض التناسلية كإشارة إلى فساد القيم الاجتماعية وأضرارها على الأسرة، وتناول إبسن لهذا الموضوع اعتُبِر منافياً للآداب من منظور الأخلاقيات الفيكتورية السائدة في تلك الفترة، ووجَّه إبسن هجومه في «عدو الشعب» إلى الأكثرية المنقلبة ضده التي لا تفكِّر عندما يتعارض التفكير مع مصالحها. المسرحية تدور رحاها في بلدة نرويجية ساحلية، العلاقات بين ساكنيها طيبة ووثيقة، وأفرادها متعاضدين متآلفين فيما بينهم، مع استثناء شخصيات بعينها. تعالج المسرحية مشاكل اجتماعية، وبشكلٍ رئيسي تتناول النزعة الاستغلالية لأصحاب النفوذ وتقديم مصلحتهم الشخصية على المصلحة العامة، وتعالج أيضاً ظاهرة البذخ والترف المبالغ الذي يضرُّ بالاقتصاد ويزيد الخناق على أفراد الطبقة الدنيا.

## الشخصيات
الشخصيات الرئيسية في المسرحية:

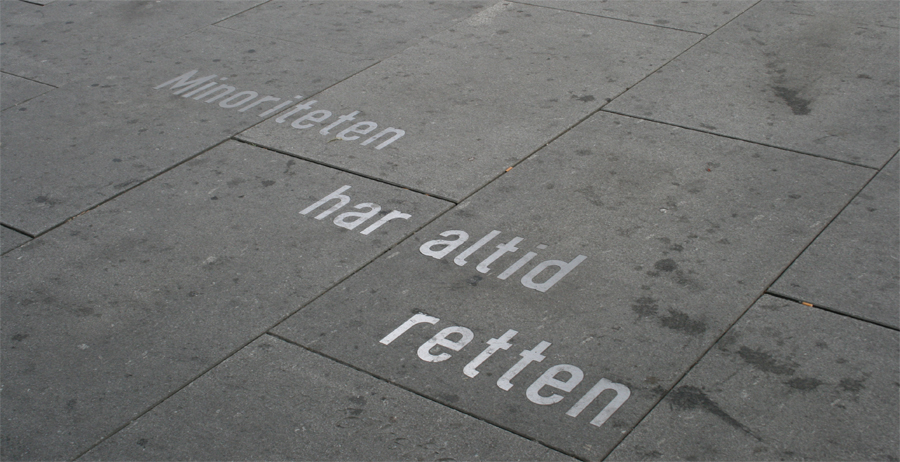
اقتباس من عدو الشعب على إحدى أرصفة مدينة أوسلو ضمن مشروع فني

- الدكتور توماس ستوكمان :«Thomas Stockmann» مفتش صحة حمامات البلدية.
- كاترين ستوكمان «Katrine Stockmann»: زوجة توماس ستوكمان.
- بترا «Petra»: الابنة، تعمل مدرسة.
- إيليف «Ejlif»: الابن الأكبر، 13 سنة.
- مورتن «Morten»: الابن الأصغر، 10 سنوات.
- بيتر ستوكمان «Peter Stockmann»: الأخ الأكبر لتوماس ستوكمان، وهو عمدة المدينة ورئيس لجنة الحمامات، بالإضافة إلى مناصب أخرى.
- مورتن كيل «Morten Kiil»: صاحب مديغة.
- هوفستاد «Hovstad»: رئيس تحرير جريدة «رسول الشعب».
- بيلنج «Billing»: محرر لدى جريدة هوفستاد.
- هورستر «Horster»: قبطان.
- أسلاكسن «Aslaksen»: صاحب مطبعة.

## وصلات خارجية
- عدو الشعب (En folkefiende)، على ويكي مصدر.(بالإنجليزية)
- عدو الشعب (En folkefiende)، على مشروع جوتنبرج.(بالإنجليزية)
- عدو الشعب (En folkefiende)، على ليبري فوكس.(بالإنجليزية)